# Consell General de la Gironda

Logo del Consell General

El Consell General de la Gironda (en occità Conselh Generau dera Gironda) és l'assemblea deliberant executiva del departament francès de la Gironda, a la regió de la Nova Aquitània.
La seu es troba a Bordeus i des de 1988 el president és Philippe Madrelle (PS).

## Antics presidents
| Nom                                  | Cantó d'elecció       | Data de mandat            | Altres funcions |
| ------------------------------------ | --------------------- | ------------------------- | --- |
| Jacques-Henri Wustenberg             | Bordeus               | vers 1845                 | parell de França, president de la Cambra de Comerç, diputat (1834-1839)                                                     |
| Armand Jacques Leroy de Saint-Arnaud |                       | vers 1853                 | Mariscal de França |
| Émile Fourcand                       | Bordeus III           | 1871-1874                 | alcalde de Bordeus, conseller general (1871-1880)                                                                           |
| duc Louis Decazes                    | Guîtres               | octubre 1874-agost 1876   | ministre d'Afers exteriors (1873-1877), gran oficial de la Legió d'Honor                                                    |
| Adrien Léon                          | -                     | agost 1876 - octubre 1877 | diputat orleanista de la Gironda                                                                                            |
| Émile Fourcand                       | Bordeus III           | octubre 1877 - agost 1878 | alcalde republicà de Bordeus                                                                                                |
| Henri Hubert-Delisle                 | Saint-André-de-Cubzac | agost 1878-agost 1879     | alcalde de Saint-André-de-Cubzac, senador bonapartista, diputat de la Gironda                                               |
| Emile Fourcand                       | Bordeus III           | agost 1879-...            | alcalde republicà de Bordeus                                                                                                |
| Reinold Dezeimeris                   | Cadillac              | août 1892-août 1893       | conseller general de Cadillac (1877-1899)                                                                                   |
| Jacques Duvigneau                    | Audenge               | agost 1893-juliol 1901    | conseller general (1871-1902), diputat republicà radical                                                                    |
| Albert Thounens                      | Sauveterre-de-Guyenne | juliol 1901-juliol 1907   | senateur, alcalde de Coirac                                                                                                 |
| Ernest Monis                         | Auros                 | juliol 1907-gener 1920    | ministre de Justícia (1899-1902) i de Marina, president del Consell (1911), senador republicà, diputat de la Gironda (1885) |
| Georges Mandel                       | Lesparre              | gener 1920-setembre 1921  | diputat radical, ministre de Correus (1934), de l'Interior                                                                  |
| Joseph Callen                        | -                     | maig 1922-1924            | alcalde de Saint-Symphorien                                                                                                 |
| Ernest Barraud                       | Coutras               | 1924-1945                 | alcalde de Coutras |
| Jean-Fernand Audeguil                | Bordeus               | setembre 1945-abril 1951  | alcalde socialista de Bordeus                                                                                               |
| Raymond Brun                         | Belin-Béliet          | abril 1951-març 1976      | senador (1959-1989) |
| Philippe Madrelle                    | Carbon-Blanc          | març 1976- març 1985      | diputat socialista, senador, alcalde de Carbon-Blanc                                                                        |
| Jacques Valade                       | Bordeaux 4            | mars 1985-octobre 1988    | adjunt a l'alcalde de Bordeus, ministre d'Ensenyament Superior (1987-1988), senador (1980-2008)                             |
| Philippe Madrelle                    | Carbon-Blanc          | des d'octubre 1988        | diputat socialista, senador, alcalde de Carbon-Blanc                                                                        |

## Composició
El març de 2008 el Consell General dels Gironda era constituït per 63 elegits pels 63 cantons de la Gironda.
| Partit                             | Sigles | Electes |
| ---------------------------------- | ------ | ------- |
| Grup d'Esquerra (49 escons)        |        |         |
| Partit Socialista                  | PS     | 46      |
| Partit Comunista                   | PCF    | 3       |
| Grup Gironde Avenir (13 escons)    |        |         |
| Moviment Demòcrata                 | MoDem  | 1       |
| Divers Droite                      | DVD    | 1       |
| Unió pel Moviment Popular          | UMP    | 11      |
| No Inscrits (1 escó)               |        |         |
| Cacera, Pesca, Natura i Tradicions | CPNT   | 1       |
| President del Consell General      |        |         |
| Philippe Madrelle (PS)             |        |         |